# Вулиця Митрополита Василя Липківського
Ву́лиця Митрополи́та Василя́ Липкі́вського — вулиця в Солом'янському районі міста Києва, місцевість Солом'янка. Пролягає від площі Петра Кривоноса до Солом'янської площі.
Прилучаються вулиці Мокра, Георгія Кірпи, проїзд без назви до вулиці Мокра, вулиці Стадіонна, Кавказька, Кубанська, Патріарха Мстислава Скрипника і Дениса Монастириського.

## Історія
Вулиця виникла у 80-х роках XIX століття як центральна магістраль Солом'янки та мала назву Велика (з кінця 1880-х років). У 1909 році вулицю перейменували на Ігнатьєвську — на честь київського генерал-губернатора в 1889—1896 роки графа Олексія Ігнатьєва. Також використовувалася назва вулиця Графа Ігнатьєва.
1924 року вулиці було надано назву вулиця Січневого повстання, на честь 6-тиріччя повстання київських робітників-залізничників проти Центральної Ради у січні 1918 року. Однак ця назва не призвичаїлася.
1926 року радянська влада перейменувала її на вулицю Урицького — на честь більшовика-революціонера Мойсея Урицького (назву підтверджено 1944 року). Під час окупації міста у 1941—1943 роках — вулиця Залізняка, на честь гайдамацького ватажка Максима Залізняка. Сучасна назва на честь митрополита Василя Липківського — з 2012 року.

## Забудова
Спочатку вулиця простягалася до сучасної Преображенської вулиці, проте в 1970-ті роки була скорочена до сучасних розмірів. Генеральну реконструкцію вулиці було проведено в 1960-ті роки, а в 1970-ті завершено існуючу забудову (на жаль, тоді було повністю знесено історичну забудову кінця XIX — початку XX століть, зокрема гарний триповерховий будинок під № 38). У 2000-х роках на початку вулиці було збудовано торговельно-розважальний центр «Ультрамарин», що дало новий імпульс розвитку магістралі.
На вулиці зберігся будинок № 29 — середня школа № 115 імені Івана Огієнка, збудована в 1930-ті роки.
У будинку № 35 розташоване Міністерство захисту довкілля та природних ресурсів України.

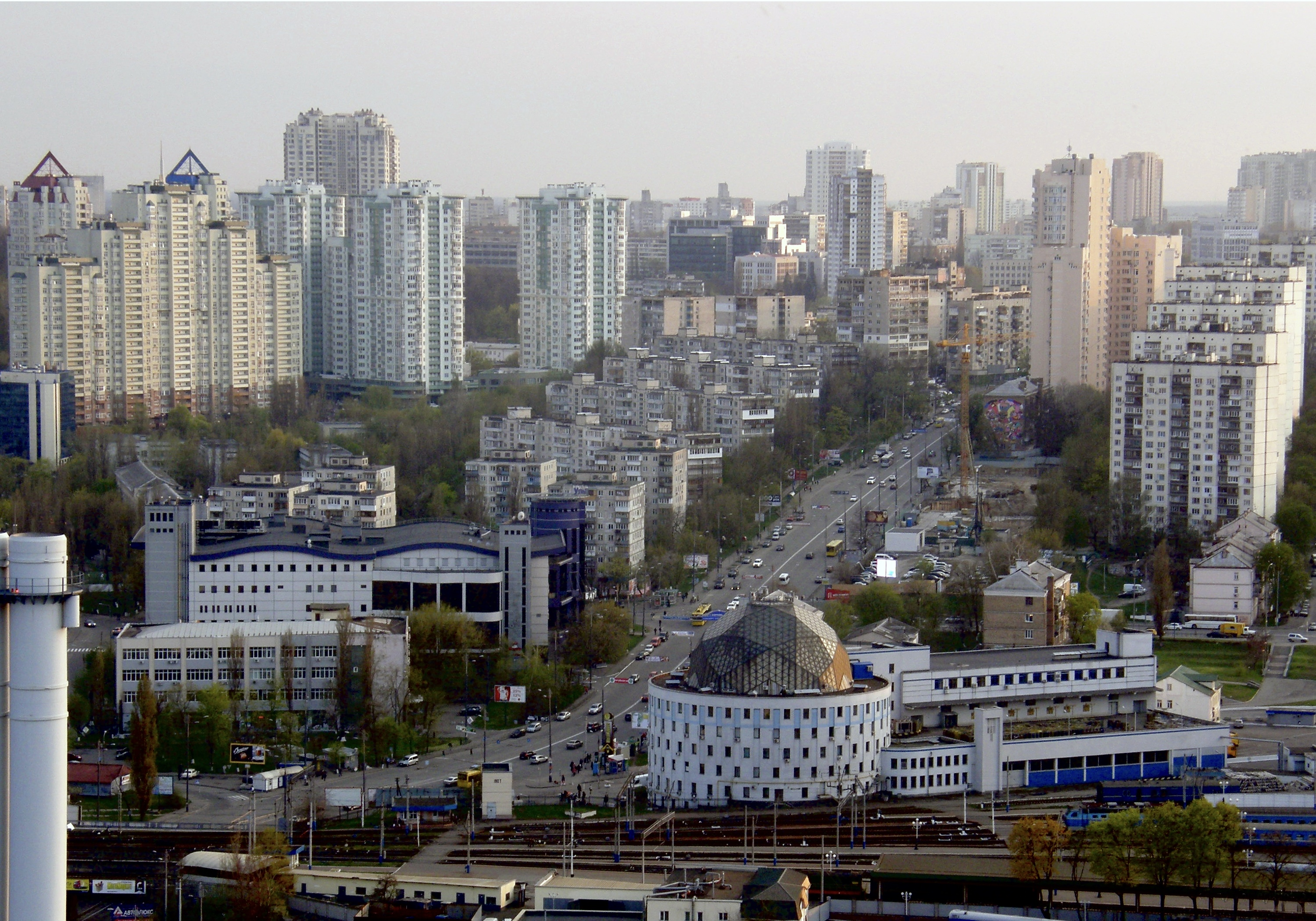
Від початку до повороту на перетині зі Стадіонною вулицею
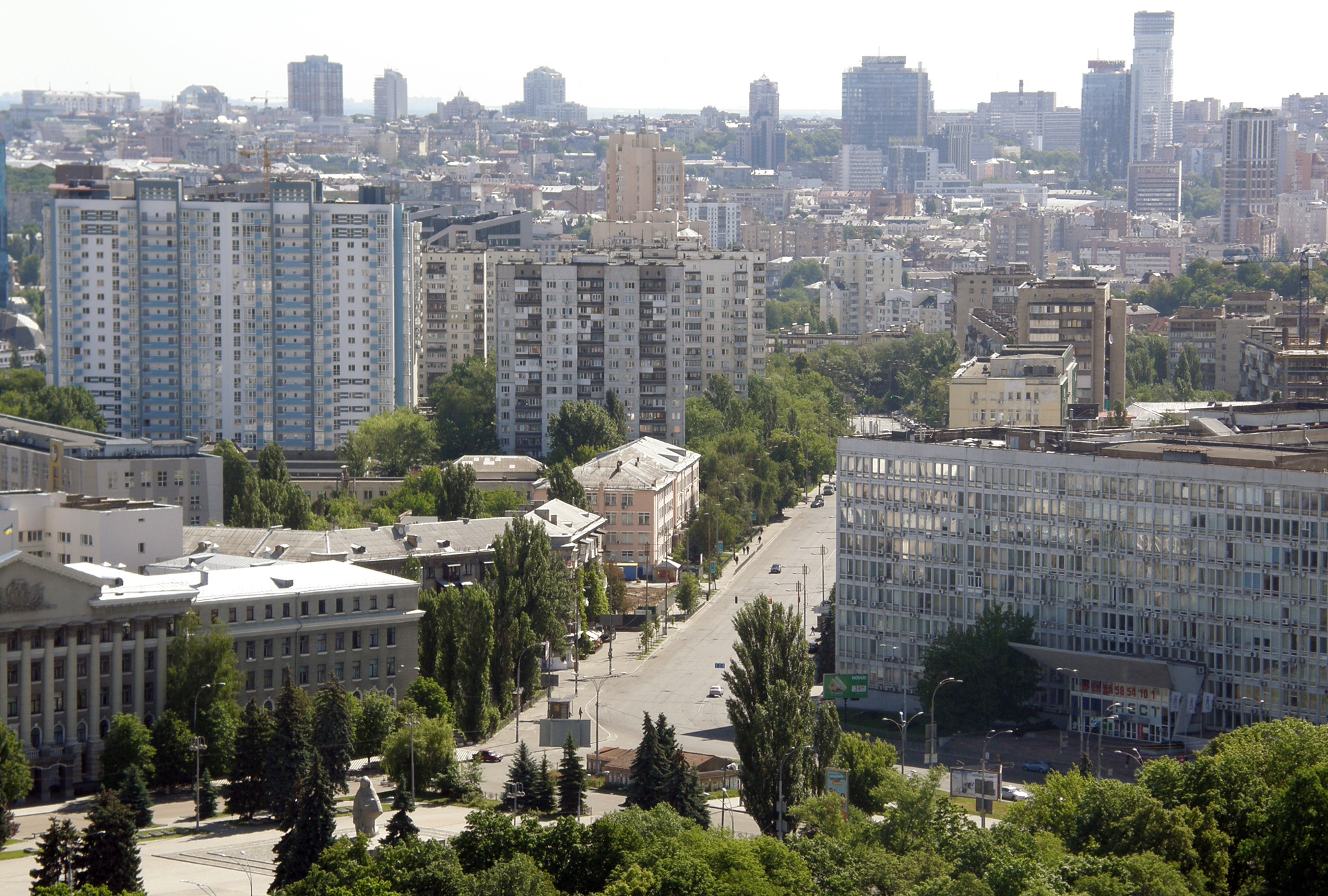
від Солом'янської площі
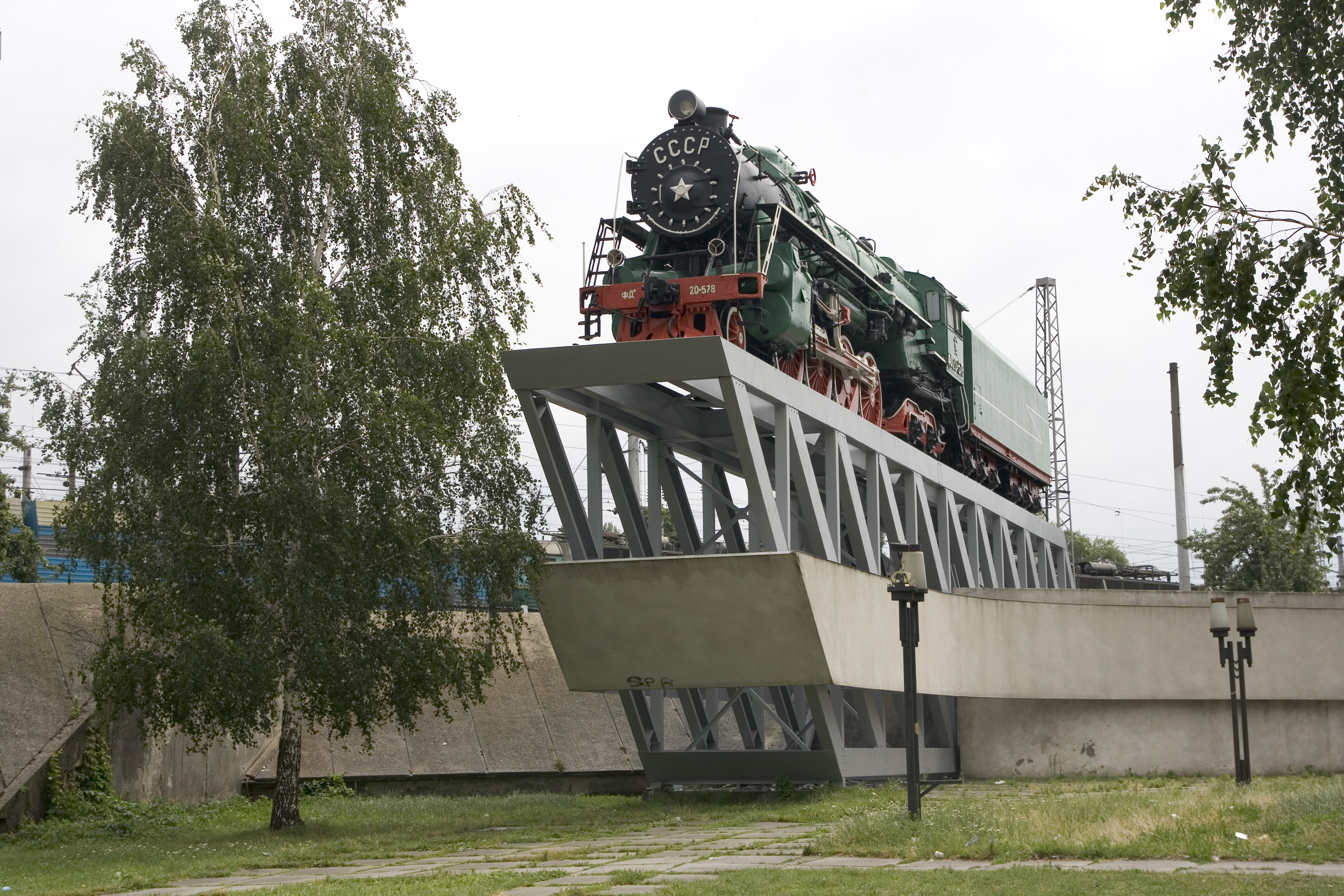
Пам'ятник-паровоз на честь бойових та трудових подвигів київських залізничників